# 岡山県を舞台とした作品一覧
岡山県を舞台とした作品一覧（おかやまけんをぶたいとしたさくひんいちらん）では、岡山県内をモチーフあるいはロケーション地にした小説、アニメーション、テレビドラマ等を記述する。

## 古典
- 道ゆきぶり（今川貞世）
- 陰徳太平記（香川正矩・宣阿）
- 日本永代蔵（井原西鶴）三匁五分曙のかね
- 雨月物語（上田秋成）吉備津の釜
- 太閤記 備中高松城水攻め
- 備中兵乱記

## 文芸
- バッテリー （あさのあつこ）
- ラスト・イニング（あさのあつこ）
- 透き通った風が吹いて（あさのあつこ）
- 倉敷・高梁川の殺意（梓林太郎）
- 倉敷・宮島殺人回路（梓林太郎）
- 水車館の殺人 （綾辻行人）
- シンデレラ名古屋嬢殺人事件（石川真介）岡山駅～備中高松城
- 始祖鳥記（飯嶋和一）
- 潮待ちの宿（伊東潤）
- ぼっけえ、きょうてえ （岩井志麻子）
- 梟の系譜 宇喜多家四代（上田秀人）
- うたわない笛（内田康夫）
- 倉敷殺人事件（内田康夫）
- 竹久夢二（梅本育子）
- 岡山桃太郎伝説殺人事件（大谷羊太郎）
- 桃太郎伝説殺人事件（荻原秀夫）
- 宇喜多直家（海音寺潮五郎）
- 涅槃（垣根涼介）
- 彼のオートバイ、彼女の島（片岡義男） - 白石島が舞台の一つ
- 渋染め一揆（川元祥一）
- 倉敷美術館殺人事件（木谷恭介）
- 宇喜多の捨て嫁（木下昌輝）
- 宇喜多の楽土（木下昌輝）
- 冥土の土産屋『まほろば堂』倉敷美観地区店へようこそ（光明寺祭人）
- ST警視庁科学特捜班桃太郎伝説殺人ファイル（今野敏）
- 伯備線秘図推理旅行（斎藤栄）
- 流星ワゴン （重松清）
- 若殿八方破れ 岡山の闇烏（鈴木英治）
- けんかえれじい（鈴木隆）
- 春、戻る（瀬尾まいこ）
- QED 鬼の城伝説（高田崇史）
- 黒い風雲児（高橋直樹）（改題 宇喜多直家）
- 我が闘争（堤玲子）
- 風の中の子供 （坪田譲治） - 岡山市が舞台
- 備前物語 宇喜多秀家（津本陽）
- 宮本武蔵（津本陽）
- 森本警部シリーズ（ティモシー・ヘミオン）
- 山田方谷（童門冬二）
- 悪い奴ら 謀将宇喜多直家（東郷隆）
- L特急やくも殺人事件（西村京太郎）
- 吉備古代の呪い（西村京太郎）
- 尾道・倉敷殺人ルート（西村京太郎）
- 倉敷から来た女（西村京太郎）
- 殺人者は西へ（西村京太郎）
- 智頭急行のサムライ（西村京太郎）
- 竹久夢二殺人の記（西村京太郎）
- 日本のエーゲ海、日本の死（西村京太郎）
- 丑三つの村（西村望）
- 殺意のバカンス（野村正樹）
- でーれーガールズ（原田マハ）
- 中途半端な密室（東川篤哉）
- 倉敷・博多殺人ライン（深谷忠記）
- 昭和水滸伝（藤原審爾）
- 今日から彼女ですけど、なにか？（満屋ランド）
- 明石掃部（山元泰生）
- 鬼ヶ島地獄絵殺人（山村正夫）
- 悪魔の手毬唄 （横溝正史）
- 悪霊島 （横溝正史）
- 黄金の指紋（横溝正史）
- 怪獣男爵（横溝正史）
- 鴉 （横溝正史）
- 首 （横溝正史）
- 車井戸はなぜ軋る （横溝正史）
- 獄門島 （横溝正史）
- 湖泥 （横溝正史）
- 蜃気楼島の情熱 （横溝正史）
- 人面瘡 （横溝正史）
- 千社札殺人事件 （横溝正史）
- 大迷宮（横溝正史）
- 本陣殺人事件 （横溝正史）
- 八つ墓村 （横溝正史）
- 夜歩く （横溝正史）
- 妖世紀水滸伝 （吉岡平）
- 宮本武蔵（吉川英治）
- 倉敷殺人案内（和久峻三）
- 石井のお父さんありがとう 石井十次の生涯（和田登）

## 昔話
- 桃太郎

## 映画
- 獄門島（1949年）
- 獄門島 解明篇（1949年）
- 八ツ墓村（1951年）
- 悪魔の手毬唄（1961年）
- 憎いあンちくしょう（1962年）
- 秋津温泉（1962年）[1]
- 拝啓天皇陛下様（1963年）
- フランケンシュタイン対地底怪獣（1965年）
- けんかえれじい（1966年）[2]
- 関東テキヤ一家 喧嘩仁義（1970年） - 西大寺が舞台[3]
- バージンブルース（1974年）[4]
- 砂の器（1974年）
- トラック野郎・天下御免（1976年）
- 悪魔の手毬唄（1977年）
- 八つ墓村（1977年）
- 獄門島（1977年）
- 悪霊島（1981年）
- 丑三つの村（1983年）
- 男はつらいよ 口笛を吹く寅次郎（1983年）
- 男はつらいよ 寅次郎紅の花（1995年）
- 八つ墓村（1996年）
- 流れ板七人（1997年）
- カンゾー先生（1998年）- 玉野市日比が舞台[5]
- ホーホケキョ となりの山田くん（1999年）
- 極道三国志5 山陽道10年戦争（2000年）
- 石井のおとうさんありがとう（2004年）
- 県庁の星（2006年）
- 釣りバカ日誌18 ハマちゃんスーさん瀬戸の約束（2007年）
- バッテリー（2007年）
- 岡山の娘（2008年）
- ひかりのおと（2011年）
- ルパンの奇巌城（2011年）
- ホルモン女（2011年）
- 晴れのち晴れ、ときどき晴れ（2013年）
- でーれーガールズ（2015年） - 岡山市が舞台[6]
- 君と100回目の恋（2017年） - 岡山県が後援[7]
- ひるね姫（2017年） - 下津井港が舞台
- 8年越しの花嫁（2017年）
- ういらぶ。（2018年）
- ハルカの陶（2019年）
- しあわせのマスカット（2021年）

## テレビドラマ
- 水戸黄門 - 倉敷・藤戸寺などが度々登場する。
- ウルトラマンA

第15話「夏の怪奇シリーズ 黒い蟹の呪い」
第16話「夏の怪奇シリーズ 怪談・牛神男」
- 西部警察 PART-III

「激闘!!炎の瀬戸内海」
「激突!!壇ノ浦攻防戦」
- 泣くなセン!燃える男 〜星野仙一物語
- 裸の大将放浪記

津山市 ゲスト・高橋かおり
下津井 ゲスト・小川範子
- 悪魔の手毬唄
- 悪霊島
- 獄門島
- 本陣殺人事件
- 八つ墓村
- 夜歩く
- あぐり（1997年（平成9年）、NHK朝の連続テレビ小説）
- 京都殺人案内27
- 蜜の味〜A Taste Of Honey〜（2011年（平成23年）、フジテレビ木曜劇場） - 主人公の故郷が瀬戸内市牛窓町。
- カーネーション（2011年（平成23年）、NHK朝の連続テレビ小説） - 倉敷美観地区[8]、旧遷喬尋常小学校校舎、高梁市立吹屋小学校、岡山県立津山高等学校がロケ地。
- カムカムエヴリバディ（2021年（令和3年）、NHK朝の連続テレビ小説）- 3世代のヒロインのうち、最初、橘 安子（上白石萌音）が演じる舞台が岡山市。
- 武蔵 MUSASHI（2003年（平成15年）、NHK大河ドラマ）
- インディゴの恋人（2016年（平成28年）、NHK BSプレミアム）
- 捜査検事・近松茂道13

## 漫画
- アキナイ☆ダマシイ（胡桃ちの）- 作品の舞台「艶磨市」は著者の郷里である岡山県津山市がモデル
- 雨無村役場産業課兼観光係（岩本ナオ）- 作品の舞台 山岡県雨無村は、著者の郷里 岡山市南区灘崎地区がモデル
- Angel Beats! ‐ 劇中に高梁市の広兼邸が登場する。なお、同邸は1977年の映画『八つ墓村』のロケ地ともなっている。
- 推しが武道館いってくれたら死ぬ （平尾アウリ）- 岡山市含めた岡山県が舞台となっている
- おそ松さん （第17話に岡山県日本原が登場）
- KATANAシリーズ （かまたきみこ）
- CLANNAD 〜AFTER STORY〜 - 主人公の実家が岡山
- ささやくように恋を唄う(竹嶋えく) - 岡山県が舞台で、作中にはイオンモール岡山やアリオ倉敷と思われる場所が登場する
- 西大寺ぶるうす （広井てつお）- 作品名の通り、岡山市東区西大寺地区が舞台となっている
- CAとお呼びっ!（花津ハナヨ）
- セカイの果て（牧野あおい）
- スイートソロウ（持田あき）
- 天地無用!（梶島正樹）主に倉敷市、総社市、浅口郡などの岡山西部がモチーフとなっている。
- 独身アパートどくだみ荘 - 主人公の実家が岡山市東区西大寺地区。西大寺なども登場する。
- 隠の王 （鎌谷悠希）
- ののちゃん （いしいひさいち）- 作品の舞台「たまのの市」は著者の郷里である岡山県玉野市がモデル
- HI5!（松田尚正）
- BASARA （田村由美）
- バッテリー (ノイタミナ) 主に津山市周辺が作品の舞台地
- ハルカの陶（原作：ディスク・ふらい、作画：西崎泰正）
- 町でうわさの天狗の子（岩本ナオ）- 作品の舞台 山岡県緑峰町は、著者の郷里 岡山市南区灘崎地区がモデル
- めくりめくる （拓）- 倉敷市を主な舞台としている
- ローリング☆ガールズ （9話～10話）

## テレビアニメ
- 愛・天地無用! 主に倉敷市、総社市、浅口郡などの岡山西部がモチーフとなっている。
- Angel Beats! ‐ 劇中に高梁市の広兼邸が登場する。なお、同邸は1977年の映画『八つ墓村』のロケ地ともなっている。
- 推しが武道館いってくれたら死ぬ （平尾アウリ）- 岡山市含めた岡山県が舞台となっている
- おそ松さん - 第17話に岡山県日本原が登場
- おちこぼれフルーツタルト（浜弓場双） - 主人公の出身地が岡山。1話冒頭に岡山駅が登場。

- ガールズアンドパンツァー作中登場のBC自由学園の本拠地が津山市であり、拠点港が岡山港となっている。
- 渋染一揆～明日に架ける虹～
- 天地無用!（梶島正樹）主に倉敷市、総社市、浅口郡などの岡山西部がモチーフとなっている。
- 隠の王 （鎌谷悠希）
- ののちゃん （いしいひさいち）- 作品の舞台「たまのの市」は著者の郷里である岡山県玉野市がモデル
- BASARA （田村由美）
- バッテリー (ノイタミナ) 主に津山市周辺が作品の舞台地
- 名探偵コナン （シーズン16、640話～641話）
- よみがえる空 -RESCUE WINGS- - 主人公とヒロインの出身地が岡山。作中2人の会話は岡山弁で交わされる。
- RE-MAIN - 倉敷市を舞台に描かれた高校水球部のアニメ。（テレビ朝日系NUMAnimation）
- ローリング☆ガールズ （9話～10話）

## OVA
- 独身アパートどくだみ荘

## 楽曲
- STU48 岡山ver.（歌:STU48）
- 岡山恋唄(新幹線は岡山まで)（作詞：千家和也、作曲：田辺信一、歌：ありま双兵）
- 鬼たいじ（歌:森高千里）
- 瀬戸の花嫁（歌：小柳ルミ子）
- 竹の道（1996年）真備町イメージソング（歌: 沢田聖子、詞: 伊藤アキラ、曲: 小林亜星）
- 桃太郎（歌：水曜日のカンパネラ）

## ゲーム
- 天地無用!
- ゲーム王
- in white
- レーシングバトル -C1 GRAND PRIX-（ゲーム中にTIサーキット英田（現岡山国際サーキット）が登場しC1グランプリの舞台にもなっている）
- はっぴぃ☆マーガレット!

## ラジオ
- 桜、降るとき（NHK-FMFMシアター）
- 風になった男（NHK-FM、青春アドベンチャー）
- バッテリー（NHK-FM　青春アドベンチャー）